# Aurelio Molina
Aurelio Molina Fraga (Monterrey, Nuevo Leon, México, 6 de agosto de 1978) es un futbolista mexicano que actualmente juega con los Dorados de Sinaloa.

## Biografía
Debutó en 2001 jugando con los Tigres de la UANL perdiendo ese partido 2-1 contra Cruz Azul. Duró dos temporadas con los Tigres y se fue a Atlético Celaya y después a Colibrís. Nuevamente se mudó de equipo con los Dorados de Sinaloa y ha estado con ese equipo desde sus inicios del año 2003. También ha jugado con la ex filial de los Dorados de Sinaloa que se llamaba Dorados de Tijuana y paso por el club tiburones rojos de veracruz, donde jugó por una temporada, después regreso con los Dorados de Sinaloa donde juega actualmente.
- Datos: Q4822265